# Norra Båsane

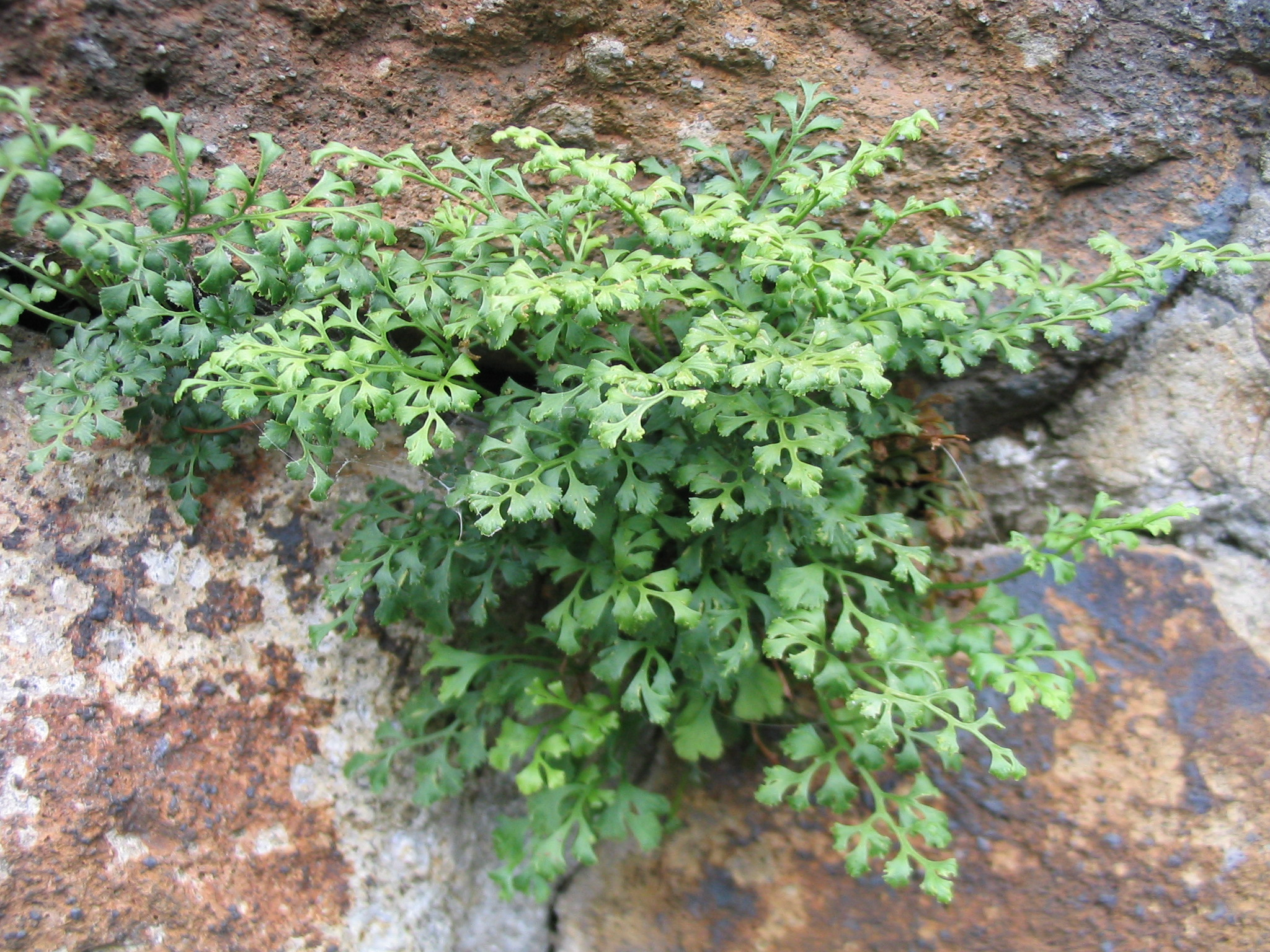
Murruta

Norra Båsane är ett naturreservat i Melleruds kommuner i Dalsland i Västra Götalands län.
Området bildades 1981 och är 15 hektar stort. Det är beläget norr om Dalskog och har i första hand bildats för sin rika mossflora. 
Den norra delen består av en granskogsbevuxen bäckravin och i söder finns tjärnar omgivna av myrmark och sumpskog. 
Inom reservatet har man funnit över 300 mossarter. Den rika mossfloran beror bl.a. på berggrunden med kalklerskiffer och kvartsitsandsten. Annat som bidrar är de mångskiftande naturtyperna såsom rikkärr, tall- och granskog, bäckravin samt bergbrant. Inom området finns bland annat röd glansmossa.
Bland övriga växter i området kan brunag, gotlandsag, myggblomster samt murruta nämnas.
Området ingår i EU:s ekologiska nätverk av skyddade områden, Natura 2000. Det förvaltas av Västkuststiftelsen.